# Houghton, West Sussex
Houghton är en ort och civil parish i Storbritannien.   Den ligger i grevskapet West Sussex och riksdelen England, i den södra delen av landet, 70 km söder om huvudstaden London. Houghton ligger 19 meter över havet och antalet invånare är 153.
Terrängen runt Houghton är platt åt sydost, men åt nordväst är den kuperad. Runt Houghton är det tätbefolkat, med 636 invånare per kvadratkilometer. Närmaste större samhälle är Worthing, 15,1 km sydost om Houghton. Trakten runt Houghton består i huvudsak av gräsmarker.